# Asielzaak Mauro Manuel
De asielzaak van Mauro Manuel kreeg in oktober 2011 door zijn mogelijke uitzetting wegens het bereiken van de achttienjarige leeftijd in Nederland landelijke bekendheid. Ook internationaal verkreeg de zaak aandacht.

## Achtergrond
Mauro Manuel ook wel Mauro Wilson Estevão (Angola, 18 november 1992) was in deze periode een uitgeprocedeerde asielzoeker. Manuel werd geboren in Angola en in 2002 door zijn moeder alleen op een vliegtuig naar Europa gezet. Na een kort verblijf in Portugal kwam hij in 2003 naar Nederland. Aanvankelijk ving zijn halfzus hem op; na een half jaar meldde Manuel zich op tienjarige leeftijd als alleenstaande minderjarige asielzoeker bij de politie. In die status werd hij eerst ondergebracht bij een pleeggezin in Budel en daarna bij pleegouders in Oostrum (later verhuist naar Eindhoven). Het pleeggezin heeft geprobeerd hem te adopteren, maar doordat Manuels ouders nog leven, bleek dat problematisch.

## Asielzaak
Mauro's oorspronkelijke asielaanvraag werd al in 2007 definitief afgewezen. Een adoptieprocedure werd ingezet. De moeder van Mauro zou daarvoor toestemming hebben gegeven. Afdoende gelegaliseerde formulieren konden echter niet worden overgelegd. De rechtbank kon derhalve niet onomstotelijk vaststellen dat de moeder inderdaad akkoord ging met adoptie. De adoptie werd afgewezen.
Ook zijn verzoek uit 2009 om een verblijfsvergunning op grond van artikel 8 van het Europees Verdrag voor de Rechten van de Mens (kortgezegd: op grond van het recht op eerbiediging van het gezinsleven) is door een uitspraak van de Raad van State op 20 mei 2011 afgewezen. Eerder, op 4 oktober 2010, had de Rechtbank Amsterdam (verwijzend naar het Kinderrechtenverdrag) gevonnist dat Mauro recht had op een permanente verblijfsvergunning. De Minister heeft dat vonnis niet uitgevoerd en heeft, op de laatste dag van de reactietermijn, hoger beroep aangetekend. De Raad van State heeft het vonnis van 4 oktober 2010 uiteindelijk vernietigd omdat de rechtbank "op de stoel van de IND had gezeten". Een inhoudelijk oordeel over het eerdere vonnis is daarbij niet gegeven.
Bij het beoordelen van de aanvraag van een studievisum bleken de gegevens die namens Mauro waren aangeleverd niet overeen te komen met in 2002 en 2010 afgegeven Angolese paspoorten. Als achternaam zou daarin de naam van Mauro's vader Estêvão vermeld zijn en de geboortedatum zou enige dagen afwijken. Hoewel dit door sommige media werd beschreven als 'liegen' door Mauro in zijn aanvraag, zijn het volgens zijn advocaat juist de gegevens in het Angolese paspoort die onjuist zijn. Minister Leers liet weten Mauro de fouten niet aan te rekenen.
Op 20 december 2011 maakte Mauro's advocaat bekend dat de aanvraag voor een studievisum was ingewilligd. Mauro krijgt een verblijfsvergunning die geldig is tot het einde van het studiejaar – 1 september 2012 – en verlengd kan worden.

## Politieke en maatschappelijke reacties
Mauro's mogelijke uitzetting geldt als omstreden. In oktober 2011 werd er een Kamerdebat aan de kwestie gewijd, ondanks dat het parlement zich doorgaans niet over individuele gevallen uitspreekt. Manuel trad op in diverse televisieprogramma's en zijn verhaal beheerste dagenlang de landelijke media, niet het minst doordat de uiteenlopende opvattingen over zijn geval zowel de gedoogcoalitie van de regeringspartners alsook het intern verdeelde CDA zou kunnen doen scheuren.
Aanhoudend verzet tegen uitzetting door de 'dissidente' CDA-Kamerleden Ad Koppejan en Kathleen Ferrier leidde uiteindelijk tot een compromis dat inhield te constateren dat Manuel een studievisum kan aanvragen. In afwijking van de geldende procedure zou hij Nederland daarvoor niet hoeven te verlaten en ook de uitkomst hier mogen afwachten. Mauro volgt een MBO opleiding en via Stichting voor Vluchteling Studenten met als voorzitter Ruud Lubbers is het mogelijk om vanaf MBO-3 onder begeleiding in Nederland te studeren.
Alhoewel ook verschillende bewindslieden van opeenvolgende kabinetten en diverse partijen oordeelden dat de wet noch hun discretionaire bevoegdheid ruimte lieten Manuel een verblijfsstatus te verlenen, meende bijvoorbeeld Defence for Children dat die ruimte er wel degelijk was. Het verwees daarbij net als de Amsterdamse rechtbank naar het Kinderrechtenverdrag, en naar onderzoek als dat van orthopedagoge Margrite Kalverboer van de Rijksuniversiteit Groningen. Dat bevat aanwijzingen dat asielkinderen reeds na een verblijf van vijf jaren helemaal 'geworteld' zijn in de Nederlandse samenleving. Bij alleenstaande jonge asielkinderen zou hechting aan gastgezin en leefomgeving nog sneller plaatsvinden. Deze onderzoeker stelt bovendien dat terugzenden naar het land van herkomst na jarenlang verblijf in Nederland, permanente (psychische) schade in de ontwikkeling kan opleveren.
Ook UNICEF werd in de discussie betrokken. De organisatie liet weten dat "uitzetten van een minderjarige jongen die al meer dan 5 jaar in Nederland woont" strijdig met beide eerdergenoemde verdragen zou zijn. Alhoewel dit door sommigen werd beoordeeld als stellingname van de organisatie tegen het regeringsoptreden in de zaak-Mauro, zou van uitzetting van Manuel voor diens achttiende verjaardag halverwege november 2011 hoe dan ook geen sprake zijn, waardoor Unicef met deze opmerking niet naar de onderhavige zaak verwezen kan hebben. Bovendien benadrukte de organisatie zelf dat zij nooit spreekt over individuele gevallen en dat "het beleid van het kabinet (...) niet in strijd [is] met de verdragen". In 2012 kende de jury van de Issue Award de pleegouders van Mauro de prijs toe voor effectieve lobby.

## Wetsvoorstel en rapport
In februari 2012 dienden de Kamerleden Diederik Samsom (PvdA) en Joël Voordewind (ChristenUnie) een aangepast wetsvoorstel in voor het verblijfsrecht van jonge asielzoekers die net als Mauro Manuel al jaren in Nederland verblijven en er 'geworteld' zijn. De voorgestelde wet kreeg de naam 'Kinderasielwet' mee; ook werd wel gesproken over de 'Wortelingswet' of de 'Maurowet'. Uiteindelijk werd het wetsvoorstel in het regeerakkoord van december 2012 meegenomen en werd het opgenomen als "Regeling langdurig verblijvende kinderen", ook wel bekend als het kinderpardon.
De kinderombudsman Marc Dullaert diende op 8 maart 2012 het rapport "Wachten op je Toekomst", inzake asielkinderen in bij minister Leers. Hij pleit hierin voor individuele en onafhankelijke beoordeling van elk kind op zijn of haar welzijn, inclusief (psychische) schade en worteling. Een apart meetinstrument zou moeten worden ontwikkeld en de uitkomst zou moeten meewegen in de verblijfsvergunningsprocedures.

## Afloop
Uiteindelijk kon Mauro in Nederland blijven door het kinderpardon. Op 15 januari 2021 kreeg Mauro zijn Nederlandse identiteitsbewijs.